# Oud Ampsen
Oud Ampsen was een kasteel bij de Nederlandse stad Lochem, provincie Gelderland. 

## Geschiedenis
De naam Ampsen is bekend uit een melding over Ulricus de Amsene uit het jaar 1105. Of deze Ulricus ook al beschikte over een kasteel, is niet bekend.
In 1379 droeg Wolter van Ampsen zijn allodiaal goed 'Alden Ampsen' over aan de graaf van Gelre. Zijn broer Hendrik van Ampsen beloofde hertog Willem van Gelre dat ‘huse Ampse’ geen schade zou geschieden en kreeg het in 1389 in leen tegen de wederdienst jaarlijks een berijdbaar paard met zadel te leveren (zadelleen naar het recht van Zutphen). In 1403 wordt het goed overgedragen met alle toebehoren, zoals het ook door broer Wolter was gehouden.
Na het overlijden van Hendrik kwam Oud Ampsen in 1412 terecht bij zijn dochter Bertha. Zij trouwde eerst met Rolof van Holthusen, heer van Ruurlo, en na diens overlijden huwde ze met Jacob van Heeckeren. Beide huwelijken bleven kinderloos, daardoor erfden Mija en Griete, de dochters van Bertha’s jong overleden broer Seyne, in 1430 de goederen. Griete werd beleend met Oud Ampsen, maar nog datzelfde jaar ging de belening over naar Derck van Keppel, de echtgenoot van Mija.
De laatste Van Keppel was Johan, die in 1546 het huis naliet aan zijn dochter Anne. Vanwege haar huwelijk met Joost Nagell kwamen de beide huizen in eigendom van de familie Nagell.
Het huis Oud Ampsen gaat in in de eerste helft van de 17e eeuw in vlammen op, tijdens de Tachtigjarige Oorlog door Spaanse troepen. Mogelijk vond dit plaats bij het beleg van Lochem in 1582, maar het kan ook zijn gebeurd in 1605 tijdens de veldtocht van Spinola. Op korte afstand bouwt Gerrit Jan Nagell huis Nieuw Ampsen dat in 1650 ook naar Zutphens recht wordt beleend. De grachten van Oud Ampsen waren tot in de 19e eeuw nog geheel zichtbaar, maar zijn nadien gedeeltelijk gedempt.
Ondanks dat Oud Ampsen was verdwenen, is in de 18e eeuw nog wel een poging gedaan om het goed erkend te krijgen als havezate. Deze status zou dan een lidmaatschap kunnen opleveren van de Ridderschap van Zutphen. Het is niet gelukt om deze erkenning voor elkaar te krijgen.

## Beschrijving
Het kasteel bestond uit een voorburcht van 35 bij 60 meter en een hoofdburcht van 20 bij 30 meter. Beide waren door een 10 tot 20 meter brede slotgracht omgeven. Hiervan zijn nog delen zichtbaar.
Archeologisch onderzoek in 1986 bracht diverse vondsten aan het licht, waaronder de beschoeiing van de gracht, een 16e-eeuwse zonnewijzer en 14e-eeuwse kogelpotfragmenten.
Naast het voormalige kasteelterrein staat de boerderij Olden Ampsen.
Aalst · Aardenburg · Acquoy · Aerdt · Agistaldaburg · Ahof · Aldenhaag · Aller · Ambe · Ammersoyen · Ampsen · Andelst · Angeroyen · Appelburg · Appelse walburg · Appeltern · Arler · Baak · Babberich · Baer · Baerle · Bakerbosch · Balgoij · Barlham · Batenburg · Beek · Beerenclaauw · Bemmel · Bevervoorde · Bergh · Biljoen · Bingerden · Blankenborg (Laren) · Blankenborg · Blauwe Huis · Blokhuis (Ravenswaaij) · Boelenham · Boetselaersborg · Borculo · Boswaai · Brakel · Den Brakel · Den Bramel · Bredevoort · Broekhuizen · Bronkhorst · Bruchem · Bruinhorst · Brunsberg · Bulkestein · Bunswaard · Burcht van Tiel · Buren · De Buurse · Byland · Byvanck · Caetshage · Camphuysen · De Cannenburch · de Cloese · Coldenhove · Culemborg · Dedinckweerd · Delwijnen · Didam · Diepenbroek · Hof te Dieren · Huis Dijck · Dikke Tinne · Doddendaal · Dodewaard · Doornenburg · Doornik · Doorwerth · Dooyenburg · Dorth · Doseburg · Drakenburg · Dreumel · Druten · Duivelshuis · Eerbeek · De Ehze · Elburg · Eldrik · Emmerik · Engelenburg · Groot Engelenburg · Engelrode · Enghuizen · Enspijk · De Essenburgh · Essenpas · Est · Fokkinck · Gameren · Geerestein · Geldermalsen · De Gelderse Toren · Geldersweerd · Gellicum · Gendt · Gennepestein · Glindhorst · Goudenstein · ‘s-Grevenhoef · Groot Hell · Groenlo · Groesbeek · Huis te Groesbeek · Grunsfoort · Gulden Spijker · Hackfort · Hackforts Veenhuis · Hagen · Hagevoort · Hamerden · Hanepol · Harreveld · Harslo · Hassink · Het Haveke · Hedel · Heeckeren · De Heegh · Hees · De Heest · Hellouw · Hemmen · Hernen · Motte van Hernen · Heumen · Heusden · Hoekelum · Hoekenburg · De Hoeve · De Hof · Hof d'Ooy · Hof van Arkel · Huis het Holt · Holthuis · Het Holtslag · Ter Horst · Houberg · St. Hubertus · Huissen · Hulhuizen · Hulkestein · Hulsen · Hunneschans bij De Duno · Hunneschans bij Uddel · Jonker Bloo · 't Joppe · De Kamp · Karssenberg · Kemnade · Keppel · Kermestein · Kernhem · Kervel · Kiefskamp · De Kinkelenburg · Klein Enghuizen · Kleverburg · Kortenhoeve · Laag Helbergen · Lakenburg · Landfort · Langen · Latenstein · De Lathmer · Lathum · Ter Lede · Leegpoel · Leemcuyl · Leeuwen · Leeuwenbergh · Lensenburg · Lent · Leur · Leuvenum · Leyenburg · Lichtenvoorde · Lievenstein · Loenen · Loevestein · Loil · Loowaard · Luynhorst · Hof te Maasbommel · Magerhorst · Malburgen · Malderburcht · Malsen · Manhorst · Marhulsen · De Marsch · Marveld · Mathena · Maurik · Medel · Medestein · 't Medler · Meinerswijk · De Mellard · Mensink · Mergelp · Meteren · 't Meyerink · Middachten · Millingen · Mussenberg · Nagelhorst · Nederhagen · Nederhemert · Neerijnen · Huis Neerijnen · De Nesch · Nettelhorst · Nieuwe Blokhuis ·  Nijburg · Nijenbeek · Old Putten · Notenstein · Nye Huis · Olde Spijker · Oldenaller · Oldenhof (Driel) · Oldenhof (Heteren) · De Ooij · Oolde · Oud Oolde · Oosterhout · Ophemert · Opijnen · Oud Ampsen · Oude Blokhuis · Het Oude Loo · Oude Voorst · Oudenborch · Oud-Wisch · Huis te Overasselt · Overeng · Overhagen · Overlaar · 't Oye · Palmestein · De Parck · Persingen · Plekenpol · Ploen · Pluimenburg · Poederoijen · Poelwijck · Poelwijk · De Pol (Dreumel) · Huis de Poll (Huis te Gietelo) · De Poll (Huissen) · Pollenbering · Pollenstein · Puttenstein · Het Raasink · Ravenhorst · De Rees · Ressen · Reuversweerd · Reygersfoort · Rhijnestein · Huis Rijswijk · Rode Toren · Roode Wald · Rosande · Rosendael · Rossum · Rumpt · Ruurlo · Rijsselt · Schadewijk · Schaffelaar · Scherpenzeel · Schoonbroek · Schoonderbeek · Schoonenburg · Schuilenburg · Schuilkerke · Hof te Seelbeek · Sevenaer I · Sevenaer II · Sinderen (Oude IJsselstreek) · Sinderen (Voorst) · Slangenburg · Sleeburg · Slimsijp · De Snor · Soelen · Spaansweerd · Spaldorp · Spijk · Staverden · Sterkenburg · Swanepol · Tarthorst · Teisterbant (Kerk-Avezaath) · Teisterbant (Kerkdriel) · Ter Dicke · Tolhuis · Tolhuis (Tiel) · Tollenburg · Tongerlo · Toren van Wely · Tuil · Ubbergen · Uilenburg (Ewijk) · Uilenburg (Heteren) · Ulenpas · Ulft · Upladen · Valburg · Valkhofburcht · Valkhofpalts · Vanenburg · Varik · Hof te Varsseveld · 't Velde · Velhorst · Verwolde · Vierakker · De Voorst · Voorstonden · Vorden · Vosbergen · Vredenburg · Vredestein (Driel) · Vredestein (Ravenswaaij) · Vuren · Waardenburg · Waddestein · Wadenoijen · Waede · Wageningen · Walfort · 't Waliën · De Wardt · Watergoor · Watermeerwijk · Wayenstein (Huis te Herwijnen) · Well (Huis van Malsen) · Weijenrade · Westenburg · Westerholt · Weurt · De Wiersse · Wijenburg (Echteld) · De Wildenborch · De Wildt · Wilp · Wilperhorst · Winssen · Wisch · Wychen · Wolfswaard · Woolbeek · Yrst · IJzendoorn · Zeeland · Zilveren Spijker · Zuilichem · Zwaluwenburg · Zwanenburg (Heerde) · Zwanenburg (Megchelen)